# Лепкаво сапунче
Лепкавото сапунче (Saponaria glutinosa) е цъфтящо растение от род сапунче (Saponaria), семейство Карамфилови (Caryophyllaceae). За първи път е описано от Фридрих Август Маршал фон Биберщайн.

## Описание
Лепкавото сапунче е едногодишно или двугодишно тревисто растение, покрито в горната си част с гъсти, лепкави жлезисти власинки. Високо е 25 – 70 cm. Долните листа са лопатовидно стеснени в дръжки, горните листа са яйцевидни. Цветовете са с 20 – 25 mm дълга и 3 – 4 mm широка, с жлезисти власинки, червена чашка. Венчелистчетата са 5, червени, на върха двуделни. Цъфти юни – юли.

## Разпространение
Среща се в България, Гърция, Испания, Андора, Португалия, Република Северна Македония, Югославия, Румъния, , полуостров Крим, северен Кавказ, Турция, Мароко и Алжир. В България се в цялата страна, разпространено до 1000 метра надморска височина. Расте на открити сухи склонове.